# Omar Aguayo
Omar Gerardo Aguayo Rentería (ur. 8 kwietnia 1982 w Guadalajarze) – meksykański piłkarz występujący na pozycji pomocnika.

## Kariera klubowa
Aguayo pochodzi z miasta Guadalajara i jest wychowankiem tamtejszej drużyny Chivas de Guadalajara. Jeszcze przed debiutem w najwyższej klasie rozgrywkowej został wypożyczony na okres roku do drugoligowego zespołu Alacranes de Durango, gdzie był podstawowym graczem. Po powrocie do Chivas szkoleniowiec Benjamín Galindo dał mu rozegrać pierwszy mecz w meksykańskiej Primera División – 5 lutego 2005 w wygranej 2:0 konfrontacji z Veracruz. W seniorskiej ekipie Chivas wystąpił w lidze zaledwie czterokrotnie, wziął także udział w kilku spotkaniach Copa Libertadores. Nie potrafiąc sobie wywalczyć miejsca w składzie grał w rezerwach o nazwie Chivas La Piedad, potem odszedł do drugoligowego Querétaro FC, a w późniejszym czasie razem ze swoim rodakiem i kolegą z reprezentacji Ricardo Sánchezem reprezentował jeszcze barwy California Victory z drugiej ligi amerykańskiej – USL First Division. Odszedł z klubu po sezonie 2007, kiedy to drużyna została rozwiązana.

## Kariera reprezentacyjna
W 1999 roku Aguayo został powołany przez szkoleniowca José Luisa Reala do reprezentacji Meksyku U-17 na Młodzieżowe Mistrzostwa Świata w Nowej Zelandii. Był wówczas pierwszym zawodnikiem wchodzącym z ławki i wystąpił we wszystkich czterech spotkaniach w roli rezerwowego, jednak nie zdobył żadnego gola. Jego drużyna odpadła ostatecznie w ćwierćfinale.